# Lucas Da Silva (rugby à XV)
Pour les articles homonymes, voir Lucas Da Silva et Silva.
Pas d'image ? Cliquez ici

a Compétitions nationales et continentales officielles uniquement.

Dernière mise à jour le 7 novembre 2024.
Lucas Da Silva, né le 19 décembre 1997 à La Garenne-Colombes (France), est un joueur français et portugais de rugby à XV, évoluant au poste de talonneur au CA Brive en Pro D2.

## Biographie

### Jeunesse et formation
Lucas Da Silva est né à La Garenne-Colombes dans les Hauts-de-Seine. Passionné de rugby à XV dès son plus jeune âge, il commence sa carrière sportive en intégrant le Stade français Paris, où il gravit les échelons à travers les équipes de jeunes. Il entre au centre de formation du club parisien en 2012, où il est formé au poste de talonneur.

### Carrière professionnelle
Lucas Da Silva fait ses débuts professionnels avec le Stade français Paris en 2017, à l'âde de 20 ans. Après quelques apparitions en Top 14 et une expérience en dans les compétitions européennes, il devient progressivement un membre de la rotation.
En 2022, après cinq saisons passées au sein du club parisien,, il décide de relever un nouveau défi en rejoignant le CA Brive, en Top 14. Bien que sa première saison au CA Brive est marquée par des difficultés, avec la relégation du club en Pro D2, Da Silva y trouve de plus en plus sa place.[réf. nécessaire]
En début d'année 2024, ses bonnes performances en club lui permettent d'être sélectionné en équipe du Portugal dans le cadre du Championnat d'Europe. Il ne dispute toutefois aucun match.
En début de saison 2024-2025, il devient un titulaire indiscutable au CA Brive.